# Міністерство закордонних справ Румунії
Міністерство закордонних справ Румунії (рум. Ministerul Afacerilor Externe) — одне з дев'ятнадцяти міністерств уряду Румунії, яке реалізує зовнішню політику Румунії відповідно до чинного законодавства та урядової програми.

## Створення
З 1859 по 1962 рік, після обрання князем Александру Йоан Куза в Молдавському та Волоському князівствах у січні 1859 року, проходив процес об'єднання Дунайських князівств в «Об'єднане князівство Волощини та Молдови», який завершився 24 січня 1862 року.
27 липня 1862 року Александру Йоан Куза підписав княжий указ про створення Міністерства закордонних справ. Указ опублікований 1 серпня 1862 року у «Моніторі», офіційному віснику Об'єднаного князівства. Першим міністром закордонних справ став Апостол Арсаке.

## Обов'язки та цілі міністерства
Обов'язки:
- реалізація стратегічних настанов зовнішньої політики Румунії;
- розробка плану дій щодо реалізації урядової програми, в питаннях зовнішньої політики;
- сприяння створенню правової та інституційної бази, яка регулює виконання стратегічних цілей у своїй сфері діяльності;
- представництво Румунії у відносинах з іноземними урядами та в міжнародних організаціях;
- керівництво дипломатичною службою в міністерстві, дипломатичних представництвах та консульських установах;
- управління історичною спадщиною румунської дипломатичної служби[2].

Основні цілі міністерства:
- поглиблення участі румунської держави в Європейському Союзі та закріплення політичного, економічного, соціального та культурного профілю Румунії у загальному європейському будівництві;
- розвиток відносин із країнами-сусідами Румунії, її стратегічними партнерами, особливо США та іншими євроатлантичними партнерами, а також країнами в інших географічних районах;
- активна участь у різних формах багатостороннього співробітництва та просування інтересів румунської держави в міжнародних та регіональних організаціях;
- підтримка та захист інтересів румунських громадян за кордоном шляхом виконання всіх завдань консульської служби та надання допомоги румунам, які живуть за кордоном[2].

Зовнішньополітична діяльність за межами країни ведеться через мережу дипломатичних представництв Румунії.
Міністерство допомагає національним органам влади та іншим міністерствам, а також компаніям, діловим людям, професіоналам у всіх галузях та асоціаціях, які сприяють створенню іміджу та діяльності Румунії за кордоном щодо питань, що стосуються національної зовнішньої політики.
Також надає консульські послуги, інформацію та допомогу громадянам Румунії, які виїжджають за кордон.